# Бабук Володимир Борисович
Бабук Володимир Борисович (*23 січня (5 лютого) 1910, Кроти, Пирятинський повіт, Полтавська губернія, Російська імперія — 17 серпня 1978, Київ) — український вчений у галузі механізації сільського господарства. Член-кореспондент ВАСГНІЛ (1956).

## Біографія
Народився у с. Кротах, нині Пирятинського району Полтавської області.
1931 року закінчив Київський політехнічний інститут. У 1931–1933 роках навчався в аспірантурі Українського науково-дослідного авіадизельного інституту. По закінченні аспірантури захистив дисертацію, здобув науковий ступінь кандидата технічних наук (1933).
У 1933–1941 роках працював технічним керівником, потім директором Ізюмських машино-тракторних майстерень Народного комісаріату землеробства УРСР. 1941 року переведений у Старобільськ на посаду директора автотрактороремонтного заводу Наркомзему УРСР.
Під час Другої світової війни, після нападу Німеччини на СРСР, завод був переведений на ремонт військової техніки.
1942 року евакуйований в Оренбурзьку область РСФСР, де призначений на посаду директора Олександрівської машино-тракторної станції Наркомзему СРСР.
Під час звільнення України від німецьких окупантів, 1943 року призначений начальником технічного відділу Українського ремонтного тресту Наркомзему УРСР.
Від 1943 до грудня 1959 року працював директором Українського науково-дослідного інституту механізації та електрифікації сільського господарства.
1956 року обраний членом-кореспондентом ВАСГНІЛ.
У 1960–1962 роках — заступник голови Ради по координації наукових досліджень Української сільськогосподарської академії.
Директор Української філії Державного Всесоюзного науково-дослідного технологічного інституту «Союзсільгосптехніка» у 1962–1967 роках.
У 1967 році йому доручено керівництво новоствореним Всесоюзним науково-дослідним інститутом приладів та техніки вимірювань у сільському господарстві, де він і працював до 1970 року.
З виходом на пенсію переїхав до Києва, де і помер 1978 року.

## Наукова діяльність
Видатний учений у галузі механізації сільськогосподарського виробництва. Відомий дослідженнями питань ремонту та експлуатації сільськогосподарської та тракторної техніки.
Під його керівництвом та за безпосередньої участі розроблені та впроваджені у виробництво нові технології ремонту тракторів різних марок. Вдосконалені методи ремонту, розпочато розв'язання проблеми цілорічного ремонту техніки.
Були сформульовані наукові основи створення кок-сагизної коренезбиральної машини, створена машина оригінальної конструкції.
Опубліковано близько 150 наукових праць, серед них 16 книг й брошур.
Опубліковані роботи:
- Вузловий метод ремонту тракторів / Співавт. Ф. Л. Максимчук. — Київ: Держсільгоспвидав УРСР, 1952. — 89 с.
- Технические указания по контролю деталей и узлов трактора ДТ-54 по рабочим местам в мастерской МТС с таблицами монтажных сопряжений / Соавт.: Ф. Л. Максимчук и др. — М.: Изд-во МСХ СССР, 1952. — 351 с.
- Тракторы и сельскохозяйственные машины Англии, США и Канады. — Киев: Сельхозиздат УССР, 1959. — 327 с.
- Пневмоінструмент ремонтника-механізатора / Співавт.: I.М. Сторчак, П. О. Черненко. — Київ: Урожай, 1966. — 133 с.
- Ремонт кукурузоуборочных комбайнов «Херсонец» / Соавт. Г. А. Иваненко. — М.: Колос, 1968. — 126 с.

## Відзнаки
Нагороджений орденами Леніна (26.02.1958), Трудового Червоного Прапора (1954), чотирма медалями СРСР, двома медалями Всесоюзної сільськогосподарської виставки.